# Хенрик Яблонски
Проф. Хѐнрик Ян Ябло̀нски (на полски: Henryk Jan Jabłoński) (27 декември 1909, Стари Валишев – 27 януари 2003, Варшава) е полски политик, комунистически деец, историк и бригаден генерал от Полската народна армия. Член на Полската академия на науките, Академията на науките на СССР и други чуждестранни академии. В периода 1972 – 1985 г. е Председател на Държавния съвет на Полската народна република.
Член е на Полската социалистическа партия (ПСП) от 1931 г. Професор по история във Варшавския университет.

## Биография
След окупацията на Полша от Третия райх през 1939 г. емигрира във Франция, където участва в Съпротивата.
От 1946 г. до 1948 г. е секретар на Централния изпълнителен комитет на ПСП. От 1948 г. е член на ЦК на Полската обединена работническа партия (ПОРП), от 1970 г. е кандидат-член, а през декември 1971 г. става член на Политбюро на ЦК на ПОРП.
Умира на 27 януари 2003 г. във Варшава.